# Altamira (Caracas)
Pour les articles homonymes, voir Altamira.
Altamira est un quartier résidentiel et touristique, de grande importance commerciale de la municipalité de Chacao dans l'est de Caracas, capitale du Venezuela.
Ce quartier est desservi par la station Altamira de la ligne 1 du métro de Caracas.

## Histoire
Le quartier a été fondé le 30 juin 1577 par Juan Andres Varela.

## Géographie

### Situation
Le quartier est bordé à l'est par le quartier d'affaires de Los Palos Grandes, au nord par la chaîne montagneuse de l'Avila, à l'ouest par le quartier de La Castellana et le quartier de Bello Campo au sud.

## Intérêt

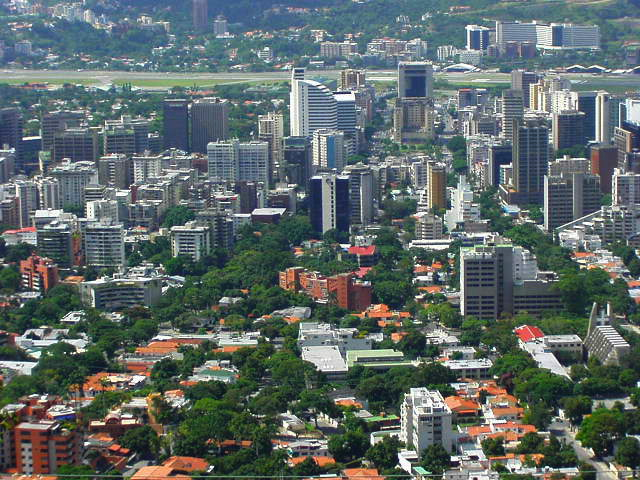
Quartier d'Altamira

Altamira est un quartier résidentiel, touristique et culturel, des classes moyenne et haute, abritant hôtels, restaurants, centres commerciaux et culturels centrés sur la Plaza Francia, la « place de France », l'une des places les plus importantes de la ville desservie par la station Altamira de la ligne 1 du métro de Caracas.